# Зарница (кимберлитовая трубка)
Кимберли́товая тру́бка «Зарни́ца» — первая найденная учёными кимберлитовая трубка в СССР. Трубка была найдена в Якутии, в Далдыно-Алакитском алмазоносном районе, на территории водораздела ручьёв Дяха и Загадочный, которые впадают в реку Далдын.
В небольших объёмах добыча руды на «Зарнице» началась в 1998 году. В дальнейшем началась полномасштабная разработка месторождения, к 2015 году ежегодно добывался 1 млн тонн руды, в 2016 году здесь был добыт один из крупнейших в России алмазов ювелирного качества — «Дягилев» весом 207 карат. В 2019 году на «Зарнице» было добыто 763 тысячи карат алмазов. Разработка ведётся открытым способом.

## История
«Зарница» была открыта 21 августа 1954 года геологом Ларисой Попугаевой и её помощником Ф. А. Беликовым. Они были членами экспедиции, которую возглавляла Н. Н. Сарсадских.
Вскоре после возвращения экспедиции в Ленинград, из-за рождения у Сарсадских дочери, экспедиция не смогла отправиться в Якутию, поэтому на поиски трубки были отправлены только Попугаева и Беликов. Трубку они открыли вдвоём, с помощью метода поиска коренных алмазных месторождений по пиропам. Интересно, что в рассказе И. А. Ефремова «Алмазная труба» (1945) описывается обнаружение первой кимберлитовой трубки двумя геологами пиропным методом. Действие рассказа разворачивается на 300 км севернее от «Зарницы», открытой спустя 10 лет после публикации рассказа. По мнению П. К. Чудинова, Лариса Попугаева была знакома с рассказом «Алмазная труба».
Трубке, как предвестнице будущих открытий, М. А. Гневушевым было дано название «Зарница», что означает отдалённая, мгновенная вспышка на небосклоне, отблеск молнии дальней грозы.
За открытие трубки Попугаева получила орден Ленина.

## Геология
Рельеф трубки точно повторяет профиль водораздела, форма почти изометричная. Основная эрозия происходит из-за мороза.
В брекчии трубки были найдены известняки, аргиллиты и доломиты. В ксенолитах аргиллитов и известняков были найдены древние ископаемые — трилобиты, брахиоподы, кораллы и другие окаменелости времён ордовика.
Из-за трещин в кимберлитах в трубке имеется проявление газов, имеющее особую силу на востоке трубки.
В 2006 году в карьере трубки «Зарница» был добыт крупный ювелирный алмаз весом 207,29 карата, названный в честь русского театрального и художественного деятеля Сергея Дягилева.

## Статистика
|                   | 2012 | 2013 | 2014 | 2015 | 2016 | 2017 | 2018 | 2019 | 2020 | 2021 |
| ----------------- | ---- | ---- | ---- | ---- | ---- | ---- | ---- | ---- | ---- | ---- |
| Алмазы, млн карат | 0,2  | ▬0,2 | ▬0,2 | ▲0,3 | ▲0,8 | —    | ▲0,9 | ▼0,8 | ▼0,3 | ▼0,2 |

## Топографические карты
Лист карты Q-49-XVII,XVIII Удачный. Масштаб: 1 : 200 000. Указать дату выпуска/состояния местности.